# Collias
Collias település Franciaországban, Gard megyében. Lakosainak száma 1080 fő (2022. január 1.). Collias Argilliers, Cabrières, Lédenon, Saint-Maximin, Sanilhac-Sagriès, Vers-Pont-du-Gard és Poulx községekkel határos.

## Népesség
A település népességének változása:
| Lakosok száma | 520  | 617  | 756  | 953  | 1102 | 1122 | 1090 | 1065 | 1066 | 1080 |
|               | 1968 | 1982 | 1990 | 2006 | 2013 | 2015 | 2017 | 2019 | 2020 | 2022 |